# Таљоло Монферато
Таљоло Монферато (итал. Tagliolo Monferrato) је насеље у Италији у округу Алесандрија, региону Пијемонт.
Према процени из 2011. у насељу је живело 926 становника. Насеље се налази на надморској висини од 284 м.

## Становништво
Према резултатима пописа становништва 2011. у општини је живело 1.606 становника.
| 1931. | 1936. | 1951. | 1961. | 1971. | 1981. | 1991. | 2001. | 2011. |
| ----- | ----- | ----- | ----- | ----- | ----- | ----- | ----- | ----- |
| 2.072 | 1.991 | 1.736 | 1.340 | 1.147 | 1.260 | 1.951 | 1.457 | 1.606 |